# أوموبونو تيني
أوموبونو تيني (بالإيطالية: Omobono Tenni)‏ مواليد 24 يوليو 1905 في إيطاليا - الوفاة 30 يونيو 1948 في برن، كان متسابق دراجات نارية إيطالي فاز بكأس جزيرة مان السياحية. توفي إثر حادث تعرض له أثناء السباق.

## البطولات
- كأس جزيرة مان السياحية 1937